# Taubenmoos
Das Naturschutzgebiet Taubenmoos befindet sich auf dem Gebiet der Gemeinde Bernau im Schwarzwald im Landkreis Waldshut.

## Kenndaten
Das Naturschutzgebiet wurde mit Verordnung des Regierungspräsidiums Freiburg vom 16. September 2007 ausgewiesen und hat eine Größe von rund 205 Hektar. Es wird unter der Schutzgebietsnummer 3.276 geführt. Der CDDA-Code für das Naturschutzgebiet lautet 378370  und entspricht der WDPA-ID.

## Lage und Beschreibung
Das Naturschutzgebiet liegt etwa 1,5 km südlich von Bernau/Oberlehen und umfasst den Talgrund und die südlich des Rönischbächles angrenzenden Hänge sowie das Offenland des Schönengrund. Das Naturschutzgebiet erstreckt sich von Nordosten nach Westen von den Gewannen „Grüne Plätz“, „Auf der Raine“, „Taubenmoos“, „Hexenbühl“, „Feldmoos“ zu den Gewannen „Hinterwäldemle“, „Neuschweine“ bis „Künzishütte“ und im Südosten auf die Gewanne „Schönengrund“ bis „Kirchenplatz“.
Es ist ein typisches postglaziales Tal der Schwarzwälder Hochflächenlandschaft und der bäuerlich geprägten Kulturlandschaft mit Wiesen, Weiden, Wäldern und Mooren. Es beinhaltet ein Mosaik aus unterschiedlichen, landesweit bedeutsamen Mooren, Wäldern, Borstgrasrasen, Magerwiesen und anderen Lebensräumen.

## Schutzzweck
Erster Schutzzweck des Naturschutzgebietes ist die Erhaltung und Entwicklung des Gebietes
- als typisches, postglaziales Tal der Schwarzwälder Hochflächenlandschaft und der bäuerlich geprägten Kulturlandschaft mit Wiesen, Weiden, Wäldern und Mooren;
- als Mosaik aus unterschiedlichen, landesweit bedeutsamen Mooren, Wäldern, Borstgrasrasen, Magerwiesen und anderen Lebensräumen;
- als Lebensraum von zum Teil vom Aussterben bedrohten Tier- und Pflanzenarten aus dem Artenschutzprogramm des Landes Baden-Württemberg sowie insgesamt artenreicher Tierbestände.

Zweiter Schutzzweck ist auch die Erhaltung solcher Lebensräume und Arten, die der FFH-Richtlinie sowie der Vogelschutzrichtlinie in besonderem Maße entsprechen. Nach den dortigen Anforderungen kommen im Schutzgebiet insbesondere folgende Lebensräume und Arten vor:
Lebensräume:

artenreiche Borstgrasrasen (prioritär), montan feuchte Hochstaudenfluren, Berg-Mähwiesen, naturnahe lebende Hochmoore (prioritär), geschädigte Hochmoore, Übergangs- und Schwingrasenmoore, kalkreiche Niedermoore, Moorwälder, Erlen- und Eschenwälder (prioritär) an Fließgewässern, bodensaure Fichtenwälder.

Arten:

Neuntöter (Lanius collurio), Schwarzspecht (Dryocopus martius)